# 비디오 게임 지역화
비디오 게임 지역화 또는 비디오 게임 현지화(Video game localization)는 원래 출시된 곳 이외의 시장을 위해 비디오 게임을 준비하는 프로세스이다. 게임 이름, 예술 자산, 포장, 매뉴얼, 문화적, 법적 차이는 일반적으로 변경된다.
현지화에 앞서 생산자들은 잠재적인 해외 이익 등 경제적 요인을 고려한다. 대부분의 공식 현지화는 게임 개발자나 제3자 번역 회사가 수행한다. 그럼에도 불구하고 팬 현지화도 인기다.
현지화는 최신성으로 인해 플랫폼, 엔진, 회사 간에 대체로 일관성이 없다. 로컬라이저는 현지화 청중의 재량에 따라 원래 게임과 같은 경험을 만들려고 한다. 혼란스럽거나 이해하기 어려운 경우 현지화는 실패한 것으로 간주된다. 이는 플레이어의 몰입감을 깨뜨릴 수 있다.

## 같이 보기
- 접근성